# Pommard
Pommard és un municipi francès, situat al departament de la Costa d'Or i a la regió de Borgonya - Franc Comtat. L'any 2007 tenia 546 habitants.

## Demografia

### Població
El 2007 la població de fet de Pommard era de 546 persones. Hi havia 228 famílies, de les quals 69 eren unipersonals (20 homes vivint sols i 49 dones vivint soles), 61 parelles sense fills, 78 parelles amb fills i 20 famílies monoparentals amb fills.
La població ha evolucionat segons el següent gràfic:
Habitants censats

### Habitatges
El 2007 hi havia 286 habitatges, 235 eren l'habitatge principal de la família, 15 eren segones residències i 36 estaven desocupats. 236 eren cases i 49 eren apartaments. Dels 235 habitatges principals, 156 estaven ocupats pels seus propietaris, 56 estaven llogats i ocupats pels llogaters i 22 estaven cedits a títol gratuït; 2 tenien una cambra, 17 en tenien dues, 33 en tenien tres, 47 en tenien quatre i 136 en tenien cinc o més. 159 habitatges disposaven pel capbaix d'una plaça de pàrquing. A 110 habitatges hi havia un automòbil i a 103 n'hi havia dos o més.

### Piràmide de població
La piràmide de població per edats i sexe el 2009 era:
| Homes | Edats   | Dones |
| ----- | ------- | ----- |
| 0     | 95 o +  | 0     |
| 0     | 90 a 94 | 4     |
| 0     | 85 a 89 | 8     |
| 12    | 80 a 84 | 4     |
| 12    | 75 a 79 | 12    |
| 8     | 70 a 74 | 16    |
| 16    | 65 a 69 | 16    |
| 16    | 60 a 64 | 8     |
| 4     | 55 a 59 | 4     |
| 16    | 50 a 54 | 12    |
| 20    | 45 a 49 | 12    |
| 20    | 40 a 44 | 16    |
| 28    | 35 a 39 | 28    |
| 24    | 30 a 34 | 16    |
| 32    | 25 a 29 | 40    |
| 12    | 20 a 24 | 12    |
| 13    | 15 a 19 | 32    |
| 20    | 10 a 14 | 20    |
| 32    | 5 a 9   | 4     |
| 32    | 0 a 4   | 8     |

## Economia
El 2007 la població en edat de treballar era de 334 persones, 270 eren actives i 64 eren inactives. De les 270 persones actives 251 estaven ocupades (136 homes i 115 dones) i 18 estaven aturades (4 homes i 14 dones). De les 64 persones inactives 22 estaven jubilades, 27 estaven estudiant i 15 estaven classificades com a «altres inactius».

### Ingressos
El 2009 a Pommard hi havia 228 unitats fiscals que integraven 545,5 persones, la mediana anual d'ingressos fiscals per persona era de 20.032 €.

### Activitats econòmiques
Dels 46 establiments que hi havia el 2007, 1 era d'una empresa alimentària, 1 d'una empresa de fabricació d'altres productes industrials, 24 d'empreses de comerç i reparació d'automòbils, 3 d'empreses de transport, 3 d'empreses d'hostatgeria i restauració, 2 d'empreses financeres, 3 d'empreses immobiliàries, 7 d'empreses de serveis, 1 d'una entitat de l'administració pública i 1 d'una empresa classificada com a «altres activitats de serveis».
Dels 5 establiments de servei als particulars que hi havia el 2009, 1 era una oficina de correu, 1 una oficina bancària, 2 tallers de reparació d'automòbils i de material agrícola i 1 restaurant.
Dels 3 establiments comercials que hi havia el 2009, 1 era una botiga de més de 120 m², 1 una botiga de menys de 120 m² i 1 una fleca.
L'any 2000 a Pommard hi havia 60 explotacions agrícoles que ocupaven un total de 315 hectàrees.

## Equipaments sanitaris i escolars
El 2009 hi havia una escola elemental.

## Poblacions més properes
El següent diagrama mostra les poblacions més properes.